# Gustaf von Dickhuth-Harrach
Gustaf Hugo Friedrich Emil Dickhuth, seit 1913 von Dickhuth-Harrach (* 18. Juli 1856 in Breslau; † 21. Mai 1932 in Potsdam) war ein preußischer General der Infanterie im Ersten Weltkrieg.

## Leben

### Karriere
Als Sohn eines Eisenbahndirektors besuchte Dickhuth das Elisabet-Gymnasium in seiner Heimatstadt. Nach dem Abitur immatrikulierte er sich zum Wintersemester 1876/77 an der Schlesischen Friedrich-Wilhelms-Universität. Er wurde am 5. Oktober 1876 Fuchs im Corps Marcomannia und gleichzeitig meldete er sich als Einjährig-Freiwilliger beim 2. Schlesischen Grenadier-Regiment Nr. 11. Nach Ableistung trat er in das aktive Dienstverhältnis der Preußischen Armee über, wurde als Portepeefähnrich im 1. Schlesischen Grenadier-Regiment Nr. 10 angestellt und mit Patent vom 10. Oktober 1877 zum Sekondeleutnant befördert. Seine Aktivität im Corps nahm damit ihr Ende; die freundschaftlichen Verbindungen blieben aber erhalten. Marcomannia verlieh ihm am 29. November 1886 die Corpsschleife.
Am 19. Januar 1886 wurde Dickhuth in das Magdeburgische Füsilier-Regiment Nr. 36 nach Erfurt versetzt, stieg im März des Folgejahres zum Premierleutnant auf und absolvierte zur weiteren Ausbildung für drei Jahre die Kriegsakademie. Anschließend folgte seine Kommandierung zur Dienstleistung zum Großen Generalstab. Mit der Beförderung zum Hauptmann wurde er dem Generalstab zunächst aggregiert und Mitte Mai 1892 unter Belassung beim Großen Generalstab in den Generalstab der Armee einrangiert. Ende März 1893 folgte seine Versetzung in den Generalstab des XVII. Armee-Korps. Mit der Ernennung zum Kompaniechef im 6. Pommerschen Infanterie-Regiment Nr. 49 kehrte Dickhuth Ende Januar 1895 in den Truppendienst zurück. Mitte Dezember 1897 wurde er in den Generalstab der Armee zurückversetzt, avanciert Anfang April 1898 zum Major und erhielt im Februar 1900 das Ritterkreuz des Königlichen Hausordens von Hohenzollern. Von Mitte Juni 1902 bis Mitte September 1903 war er im Generalstab des I. Armee-Korps in Königsberg tätig. Anschließend erneut in den Großen Generalstab versetzt, beauftragte man Dickhuth am 22. Mai 1904 zunächst mit der Wahrnehmung der Geschäfte eines Abteilungschefs und ernannte ihn am 15. September 1904 als Oberstleutnant zum Abteilungschef im Großen Generalstab. Am 22. April 1905 wurde er als Militärlehrer zur Kriegsakademie, und von dort am 14. Juni 1906 wieder als Abteilungschef in den Großen Generalstab versetzt. Daran schloss sich am 22. März 1907 seine Ernennung zum Chef des Stabes des XVII. Armee-Korps in Danzig an und er avancierte am 14. April 1907 zum Oberst. Anschließend folgte am 17. September 1909 seine Versetzung nach Stettin als Kommandeur des Grenadier-Regiments „König Friedrich Wilhelm IV.“ (1. Pommersches) Nr. 2. Mit Wirkung zum 20. März 1911 zum Generalmajor befördert, übernahm er die ebenfalls in Stettin stationierte 6. Infanterie-Brigade der 3. Division. Am 16. Juni 1913 wurde er anlässlich des 25-jährigen Regierungsjubiläums von Wilhelm II. als König von Preußen unter der Namensform „Dickhuth-Harrach“ in den erblichen preußischen Adelsstand erhoben.
Anlässlich des Ordensfestes wurde Dickhuth im Januar 1914 mit dem Stern zum Kronen-Orden II. Klasse ausgezeichnet. Am 27. Januar 1914 folgte mit der Beförderung zum Generalleutnant zunächst seine Versetzung zu den Offizieren von der Armee mit Beibehaltung seines Wohnsitzes in Stettin und kurz darauf die Ernennung zum Gouverneur von Thorn. Nach dem Beginn des Ersten Weltkriegs nahm er von Thorn aus ab Februar 1915 als Kommandierender General Anteil am Krieg im Osten. Das nach ihm benannte „Korps Dickhuth“ war der Armeeabteilung unter Max von Gallwitz unterstellt und kam bei der Narew-Offensive zum Einsatz. Mitte September 1915 erhielt er die Schwerter zum Roten Adlerorden II. Klasse mit Eichenlaub und Ende des Monats wurde aus dem Korps die 87. Infanterie-Division gebildet. Dickhuth gab seine Division am 5. Juli 1916 ab und übernahm die 201. Infanterie-Division, mit der er weiterhin an der Ostfront kämpfte. Am 11. November 1917 erfolgte seine Ernennung zum Kommandierenden General des Stellvertretenden Generalkommandos I. Armee-Korps.
Mit seinen Publikationen zur Militärwissenschaft und Kriegsgeschichte machte er sich einen Namen. Bei den Nordlandreisen des Kaisers wurde er fast regelmäßig zu Vorträgen zugezogen. Kurz nach dem Ende des Ersten Weltkriegs schrieb er seinem Corps in der Novemberrevolution am 24. November 1918:

„Zum Stiftungsfest kann ich wegen der Zeitverhältnisse leider nicht kommen … Inzwischen bin ich freiwillig aus der Armee ausgeschieden. In der Stunde, als ich die Nachricht erhielt, daß Seine Majestät auf den Thron verzichtet hat, habe ich mein Abschiedsgesuch eingereicht und nur so lange die Geschäfte noch weiter geführt, wie ich den Eindruck hatte, dass meine Mitarbeit für die Erhaltung der Ruhe und Ordnung notwendig sei.“

Dickhuth verlebte den Ruhestand im geliebten Potsdam und starb im 76. Lebensjahr. Bei der Beisetzung war Marcomannia durch die drei Chargierten mit der Corpsfahne vertreten.

### Familie
Verheiratet war er seit dem 18. November 1882 mit Hedwig Rusche (1857–1931). Das Paar hatte mehrere Kinder:
- Hanns-Wolf (1883–1946), Major ⚭ 1909 Elfriede Groß (1888–1968); geschieden 1918; Sohn Wolf-Dietrich (* 1910), Realschulrektor a. D., verheiratet, drei Kinder
- Ilse (1884–1976) ⚭ 1909 Gustav von Dippe (1882–1929), Herr auf Alt-Haldensleben[13]
- Gerda (1886–1957) ⚭ 1914 Carl Müller von Blumencron (1886–1973), Offizier, Dr. phil., Generaldirektor, Rechtsritter des Johanniterordens[14][15]
- Johann (1891–1939), Major, Dr. agr., Dipl.-Landwirt ⚭ Vera Freiin von Campenhausen, verwitwete von Kalckstein

## Schriften
- Im Felde unbesiegt. Erlebnisse im Weltkrieg erzählt von Mitkämpfern. Band 1. Mit den Bildnissen der 27 Mitarbeiter, München 1921, 2. Auflage 1921.
- Im Felde unbesiegt. Erlebnisse im Weltkrieg erzählt von Mitkämpfern. Band 2. Mit den Bildnissen der 24 Mitarbeiter, München 1921, 2. Auflage 1922.
- Wie wir uns zur Fahne durchschlugen – Erlebnisse von Auslandsdeutschen und Seeleuten im Weltkrieg. F. J. Lehmann, München 1922.
- Potsdam. Mit 48 Federzeichnungen und einem farbigen Umschlagbild von Otto H. Engel sowie 12 Tafeln. Velhagen & Klasing, Bielefeld und Leipzig 1925.